# Compiz
Compiz is een van de eerste 3D-windowmanagers voor het X Window System. Het maakt effecten en mogelijkheden als overschakelen naar andere bureaubladen door middel van een handmatig roteerbare kubus. Het is relatief sneller en gebruikt minder geheugen dan de effecten op Windows Vista. Dit komt mede door het gebruik van OpenGL.

## Beryl en samenwerking Compiz Fusion
Beryl is een fork van Compiz, wat betekent dat de broncode van Beryl oorspronkelijk gebaseerd werd op de broncode van Compiz.
Beryl en Compiz hebben besloten om samen te werken en een gezamenlijke site te maken onder de naam Compiz Fusion. De Compiz-code wordt in tweeën gesplitst: compiz-core en compiz-extra's. De eerste zal vooral bestaan uit de basis van Compiz met wat plug-ins van Beryl, het tweede pakket bestaat vrijwel uit de code van Beryl met zeer geavanceerde effecten. Deze samenwerking tussen Compiz en Beryl gaat met de naam 'Compiz-Fusion' door het leven.